# Tobias Werner
Tobias Werner (* 19. Juli 1985 in Gera, DDR) ist ein ehemaliger deutscher Fußballspieler und heutiger -funktionär. Werner war von Juni 2020 bis November 2022 Sportdirektor des FC Carl Zeiss Jena. Von Dezember 2022 bis Mai 2023 war er Sportchef beim SSV Jahn Regensburg.

## Karriere
Werner begann mit dem Fußballspielen im Alter von sechs Jahren beim TSV 1880 Gera-Zwötzen. Danach spielte er in der Jugend für den 1. SV Gera und ab 1998 für den FC Carl Zeiss Jena, in dessen 1. Herrenmannschaft er im Januar 2004 als 18-Jähriger aufrückte. 2005 stieg er mit der Mannschaft in die Regionalliga Nord und 2006 in die 2. Bundesliga auf.
In der Sommerpause 2008 wechselte er zum Zweitligisten FC Augsburg. Nach dem Aufstieg in die Bundesliga gab er am 6. August 2011 (1. Spieltag) beim 2:2 im Heimspiel gegen den SC Freiburg sein Debüt in der obersten deutschen Spielklasse. Sein erstes Bundesligator erzielte er am 20. November 2011 (13. Spieltag) bei der 1:2-Auswärtsniederlage gegen den VfB Stuttgart. Mit dem Ende der Saison 2014/15 qualifizierte sich der FC Augsburg als Tabellenfünfter für die UEFA Europa League. Am 17. September 2015 kam Werner mit seiner Einwechslung im Gruppenspiel bei Athletic Bilbao zu seinem ersten Einsatz auf internationaler Ebene. Bis zum Ausscheiden im Sechzehntelfinale stand er noch vier weitere Male in der Europa League auf dem Platz. Sein Vertrag beim FC Augsburg lief bis 30. Juli 2017.
Werner wechselte am 3. August 2016 zum Bundesliga-Absteiger VfB Stuttgart. In der Saison 2016/17 kam er auf sechs Ligaeinsätze und stieg als Zweitligameister mit dem VfB in die Bundesliga auf.
Am 28. August 2017 verlieh der VfB ihn bis zum Ende der Saison 2017/18 an den Zweitligisten 1. FC Nürnberg, mit dem er Vizemeister wurde und somit in die Bundesliga aufstieg.
Zur Saison 2018/19 kehrte Werner zum VfB Stuttgart zurück und stand seither im Kader der zweiten Mannschaft. Angeboten der Drittligisten TSV 1860 München und 1. FC Kaiserslautern erteilte er eine Absage. Als Gründe nannte Werner, dass er einen Wechsel zum TSV 1860 München mit der Rivalität zu seinem langjährigen Verein FC Augsburg nicht vereinbaren könne beziehungsweise er in Kaiserslautern zu weit von seiner in Augsburg lebenden Familie entfernt sei. Nach 16 Einsätzen in der viertklassigen Regionalliga Südwest einigte sich Werner im März 2019 mit dem Verein auf eine Vertragsauflösung und beendete im Alter von 33 Jahren seine Karriere, da er in der Vorrunde bereits mehrfach körperliche Probleme gehabt habe.

## Nach der aktiven Karriere
Zwischen Juli 2019 und Mai 2020 war Werner als Trainee in der Geschäftsstelle des FC Augsburg angestellt. Im Anschluss stellte Werners ehemaliger Arbeitgeber FC Carl Zeiss Jena ihn als neuen Sportdirektor vor; er folgte im Amt auf den Belgier Kenny Verhoene. Dieses Amt begleitete er bis zum 8. November 2022.
Ab dem 1. Dezember 2022 war Werner als Sportchef für den SSV Jahn Regensburg tätig. Nach dem fast sicher feststehenden Abstieg aus der 2. Fußball-Bundesliga gab der SSV Jahn Regensburg am 23. Mai 2023 nach nicht ein mal sechs Monaten Zusammenarbeit die Trennung von Werner bekannt.
Seit Juli 2024 ist Werner als Übergangsmanager beim VfB Stuttgart tätig. In dieser Position unterstützt er Jugendspieler auf dem Weg in den Profifußball.

## Erfolge
- Aufstieg in die Bundesliga (3): 2011 (FC Augsburg), 2017 (VfB Stuttgart), 2018 (1. FC Nürnberg)
  - als Meister der 2. Bundesliga: 2017
- Aufstieg in die 2. Bundesliga: 2006 (FC Carl Zeiss Jena)
- Meister der Oberliga Nordost – Süd und Aufstieg in die Regionalliga Nord: 2005 (FC Carl Zeiss Jena)
- Thüringer Landespokalsieger (2): 2004, 2006 (beide FC Carl Zeiss Jena)